# 越其杰
越其杰（？—17世紀），字自興，貴州貴陽府新貴縣人，明朝、南明政治人物。

## 生平
越其杰是萬曆三十四年（1606年）丙午科舉人，卓異而好奇，懂得寫詩和騎射，天啟初年，任夔州府同知。奢崇明叛亂，其部下樊龍佔據重慶，越其杰奉巡撫徐如珂之命監督馬湖、遵義軍對前往瀘州，擊敗盜寇，斬首萬餘人，江水也染成紅色。不久，又在重慶大敗樊龍，斬其部萬餘人，收復城池。累遷貴州監軍僉事，因為忤逆上級被罷職。
崇禎年間，起為霸州副使，因貪污遭戍邊，不久再充任事官，在鳳陽監軍。
弘光帝繼位，妻子馬舉妹之兄馬士英當政，推薦他擔任兵部右侍郎、僉都御史巡撫登萊。八月，改為巡撫汝南府、徽州府、潁州、亳州，給與銀兩十五萬招募士兵屯田，總兵黃昇請求提供牛隻協助屯田。他又監督劉洪起、黃鼎、毛顯文恢剿河南、湖北，同時以張瑨彥為總督兼任巡撫開、歸、河南，管理王之綱、許定國、李際遇防河，征討河北潼關。越其杰留在潁州、壽州、沈丘不前進，隨即會合凌駉守衛虎牢。他年老不知兵事，蕭應訓收復南陽、泌陽、舞陽、桐柏來謁見進獻戰果，其杰出於面子竟然厲聲責罵對方，詆毀為賊人，令蕭應訓起異心；自此之後行部經過不同山寨，將領都閉門不應。他得知後大怒，稱是陳潛夫指使，向馬士英誣陷後罷官。弘光元年（1645年）正月，他在睢州遇上高傑，許定國在郊外迎接，其杰勸戒高傑不要入城，但他不聽，高傑最終被許定國殺害。後來越其杰轉為防河，每天總是日惟找藉口推托請求退休，朝廷以李彬代其職。南京失守，他不知所終。

## 引用
1. 1 2  錢海岳《南明史·卷三十五·列傳第十一》：越其杰，字自興，新貴人。萬曆三十四年舉於鄉。俶儻好奇，能詩文騎射。天啟初，授夔州同知。奢崇明反，樊龍據重慶不下，巡撫徐如珂命督馬湖、遵義軍赴瀘，還躡寇大破之，斬首萬餘級，江水為赤。進敗龍重慶，斬寇萬餘，復其城。累遷貴州監軍僉事，忤上官罷。崇禎時，起霸州副使，以貪遣戍，久之，起充事官，監軍鳳陽。
2. ↑  李先耕. . 中國典籍與文化. 2012, 83 (4): 32.
3. ↑  錢海岳《南明史·卷三十五·列傳第十一》：安宗立，妻弟馬士英枋國，薦擢兵部右侍郎、僉都御史巡撫登萊。八月，移汝南、黃、潁、亳，給銀十五萬兩募兵屯田，總兵黃昇請牛種興屯。其杰督劉洪起、黃鼎、毛顯文恢剿豫、楚，同時以張瑨彥為總督兼巡撫開、歸、河南，督王之綱、許定國、李際遇防河，征剿河北潼關。其杰留潁、壽、沈丘不進，旋命合凌駉防虎牢。其杰老邁不知兵，蕭應訓復南陽、泌陽、舞陽、桐柏來獻捷謁之，故為尊嚴，厲聲詰責，詆之為賊，遂萌異心。自是行部過諸寨，皆閉門不出。其杰大恚，謂陳潛夫使之，譖之士英罷去。弘光元年正月，會高傑睢州，定國郊迎，其杰戒傑勿入城，不聽，傑遂為定國所害。尋任防河，日惟推諉乞休。久之，以李彬代其杰。南京亡，不知所終。